# Mato Rico
Mato Rico est une municipalité brésilienne située dans l'État du Paraná.

## Histoire
La région où se trouve actuellement la ville de Mato Rico à commencé à être occupé en 1940. Les terres ont été mises à disposition par le gouvernement et acquises par des personnes qui ont émigrées dans la région à la recherche de terres bon marché pour l'agriculture vivrière.
La colonie s’agrandit et se développe à partir de l'année suivante, lorsque les habitants ont commencé à s'installer près de la route qui desservait la ville. La première école et le premier cimetière ont été construits respectivement en 1942 et en 1945. Des personnes d'ascendance polonaise, ukrainienne, italienne, portugaise, autochtone et africaine ont également émigré vers la ville. Le 31 janvier 1991, la ville est devenue indépendante de Pitanga.

## Géographie
La municipalité s'étend sur 394,533 km2 représentant 0.1979% de l'État, 0.07% de la région et 0.0046% du territoire brésilien. Mato Rico culmine à 700 m. Selon la Classification de Köppen, le climat est de type océanique. La température moyenne est de 20 °C, avec pour maximum 22 °C  et pour minimum 18 °C. Les précipitations annuelles sont entre 1 700 mm et 1 900 mm.

## Économie
L'économie de Mato Rico se repose principalement sur l'agriculture. La production agricole est notamment axée sur la culture de maïs, de haricot, de riz, de coton, de soja et l’élevage de bœuf. L'apiculture et la sériciculture sont des activités émergentes dans la région.